# Oppland (région historique)
Pour l’article homonyme, voir Oppland.

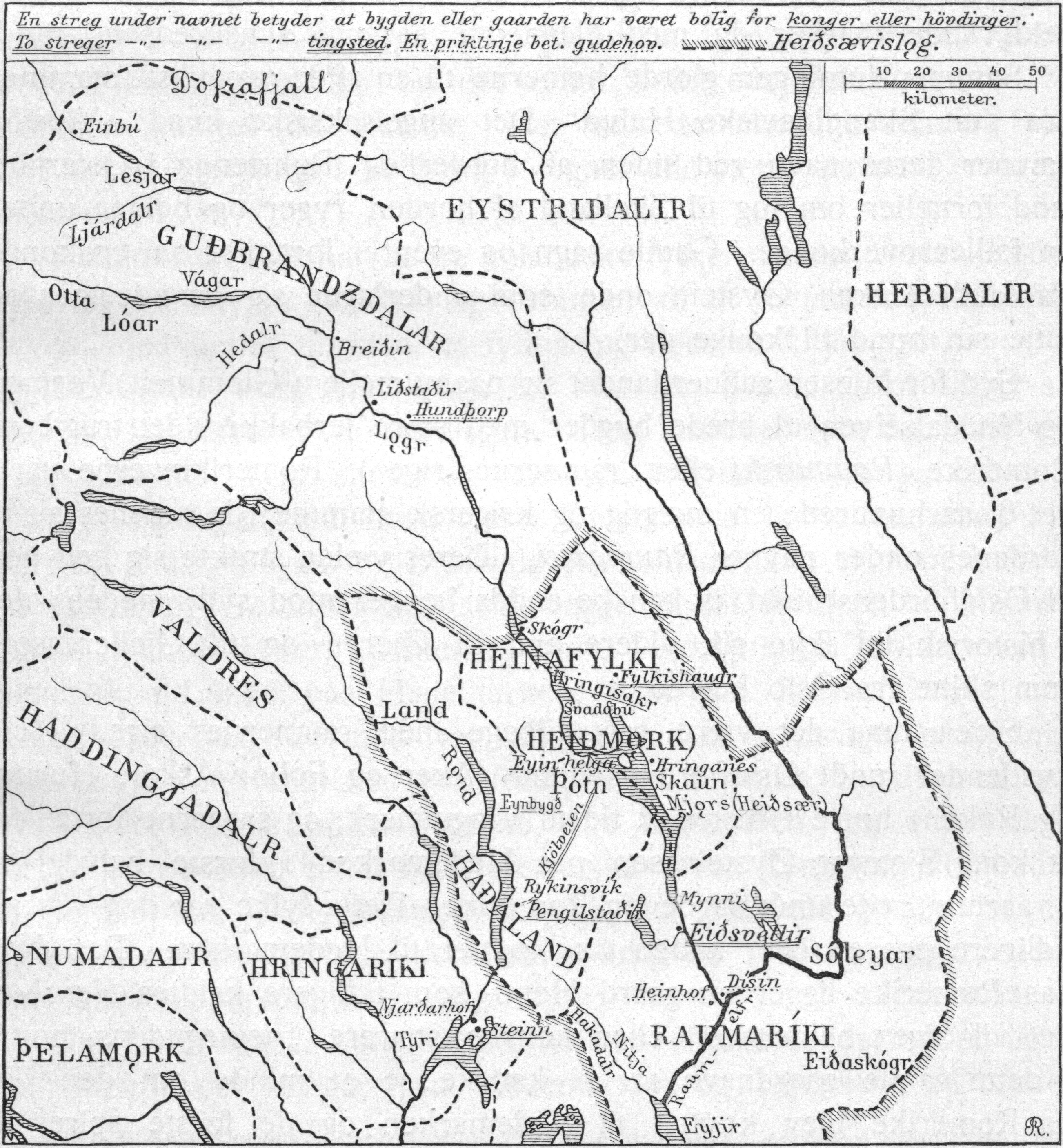
Carte des Oppland, dessinée par Ivar Refsdal.

Oppland (vieux norrois : Upplǫnd, norvégien : Opplanda) est un ancien nom donné aux terres agricoles et aux régions forestières au nord d'Oslo en Norvège. Le terme comprend généralement les districts de Romerike (en), Ringerike, Hedmarken (en), Toten, Hadeland (en) et Land. Au nord, ces terres s'étendent à travers des vallées jusqu'aux districts de Gudbrandsdalen et d'Østerdalen, qui sont souvent également comptés comme faisant partie des Oppland. Il est suggéré que les districts de  Hallingdal, Numedal (en), Valdres et du Haut Telemark (en) sont également inclus.
Innlandet est l'un des nombreux noms proposés pour une future région administrative composée de Hedmark et d'Oppland,. Les deux comtés fusionnent en janvier 2020 après avoir été divisés en 1781 (alors appelés respectivement Hedemarkens amt et Kristians amt).

## Histoire
Durant l'âge des Vikings, le processus d'unification de la Norvège provoque l'unification de petits royaumes. Plusieurs petits royaumes de l'Oppland se regroupent progressivement jusqu'à l'unification sous Harald à la Belle Chevelure. Quelques rois sont connus des sagas : 
- Eystein, père d'Åsa qui épouse Halfdan Hvitbeinn (voir Ynglinga Saga, paragraphe 49) ;
- Halfdan Sveidasson le Vieux (c. 750) ;
- Ivar Halfdansson (c. 770) ;
- Eystein Glumra Ivarsson le Bruyant, beau-fils de Ragnvald Haute-Montagne et père de Ragnvald Eysteinsson (788).